# Oulchy-le-Château
 Oulchy-le-Château  là một xã ở tỉnh Aisne, vùng Hauts-de-France thuộc miền bắc nước Pháp.